# Eugène Dauphin
Pour les articles homonymes, voir Dauphin (homonymie).
Eugène Dauphin, né Eugène Marie Baptistin Émile Dauphin le 30 novembre 1857 à Toulon (Var), et mort dans la même ville le 27 janvier 1930, est un peintre français  .

## Biographie
Eugène Dauphin est le fils de l'entrepreneur Étienne Dauphin, qui réalisa de nombreux immeubles de la haute ville et du boulevard de Strasbourg à Toulon. En 1878 il abandonne la préparation à l'École Centrale pour se consacrer entièrement à la peinture.
Il fréquente l'atelier des beaux-arts de Toulon, fondé en 1873, qui reçoit entre autres Octave Gallian (1855-vers 1905), Gustave Garaud (1844-1914) et Frédéric Montenard (1849-1926) qui sera le chef de file des nouvelles expériences de cette jeune peinture toulonnaise avec François Nardi (1861-1936) et Louis Nattero (1870-1915). Il est formé à Toulon par Vincent Courdouan, puis à Paris par Henri Gervex.
Il débute à Paris au Salon des artistes français en 1880 où il obtient une mention honorable en 1887 et une médaille de 3e classe en 1888 et expose au Salon de la Société nationale des beaux-arts, dont il devient membre titulaire. Eugène-Baptiste Émile Dauphin est reçu peintre de la Marine par décret du 20 juin 1889 et est élu à l'Académie des peintres de la Marine en 1894. Il remporte une médaille de bronze à l'Exposition universelle de Paris de 1889.
En 1898, la décoration du foyer de l'opéra de Toulon est entreprise par Joseph Grandy et, en 1922, commande est passée à 16 peintres de 16 grandes toiles. Eugène Dauphin réalise l'une d'entre elles, Le Vaisseau Fantôme, inspiré de l'opéra éponyme de Richard Wagner.
Il participe à la décoration du restaurant Le Train bleu de la gare de Lyon à Paris, pour lequel il peint le panneau Toulon qui orne la grande salle. Il réalise aussi le décor du buffet de la gare de Nice-Ville et la salle des fêtes du Cercle naval de Toulon qui fut son dernier travail important.
Eugène Dauphin est nommé chevalier de la Légion d'honneur par décret du 7 mai 1895.
En 1929, il expose au Salon des artistes français les toiles Dans la rade de Toulon et Barques de pêche.
Il meurt dans sa villa Paradis, quartier du Cap-Brun à Toulon, le 27 janvier 1930.

## Œuvres dans les collections publiques
- Paris, restaurant Le Train bleu : Toulon, 1900, huile sur toile marouflée.
- Toulon :
  - musée d'art de Toulon :
    - Les Sablettes, 1884, huile sur toile, 109 × 198 cm[3] ;
    - La Patache, 1886, huile sur toile, 60 × 81 cm[7] ;
    - Clair de lune, huile sur toile, 38 × 55 cm[7] ;
    - La rade de Toulon, huile sur toile, 115 × 145 cm[8].

  - musée national de la Marine : Toulon harbour.
  - foyer de l'opéra de Toulon : Le Vaisseau fantôme, 1922, huile sur toile.
- Tours, musée des beaux-arts : Un Coin du Vieux-Toulon, 135,7 × 181,7 cm[9].

## Salons

### Salon des artistes français
- 1880
- 1884 : Les Sablettes (rade de Toulon), no 666, acquis par l'État.

### Salon de laSociété nationale des beaux-arts
- 1890 : Un coin du vieux Toulon, no 256.
- 1894 : Escadre Russe en rade de Toulon en 1893, no 348.
- 1907 : La Plage de Port-Méjean.
- 1908 : Marine.
- 1910 : Le Matin pêcheurs de Girelles en Méditerranée.
- 1912 : La Brise de mer, guinguettes à Port-Méjean.
- 1913 : Tartane rentrant au port ; La Drou, Bourgogne.
- 1914 : Le Creux de Saint-Georges, rade de Toulon.

## Expositions
- 1891 : exposition franco-russe de Moscou, Coucher de soleil sur le Cap Sicié.

## Galerie

Œuvres d'Eugène Dauphin
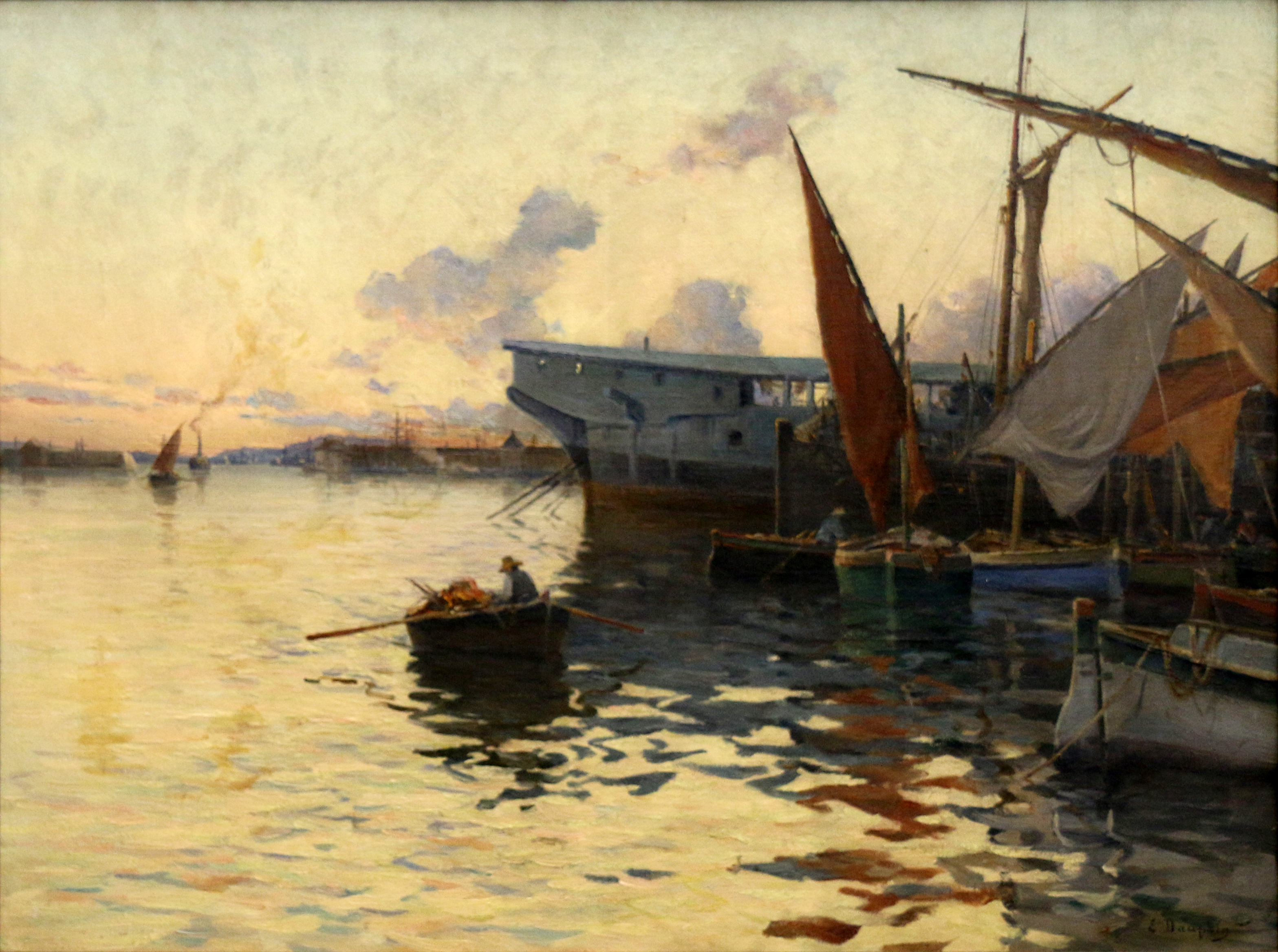
La Patache, musée d'art de Toulon.
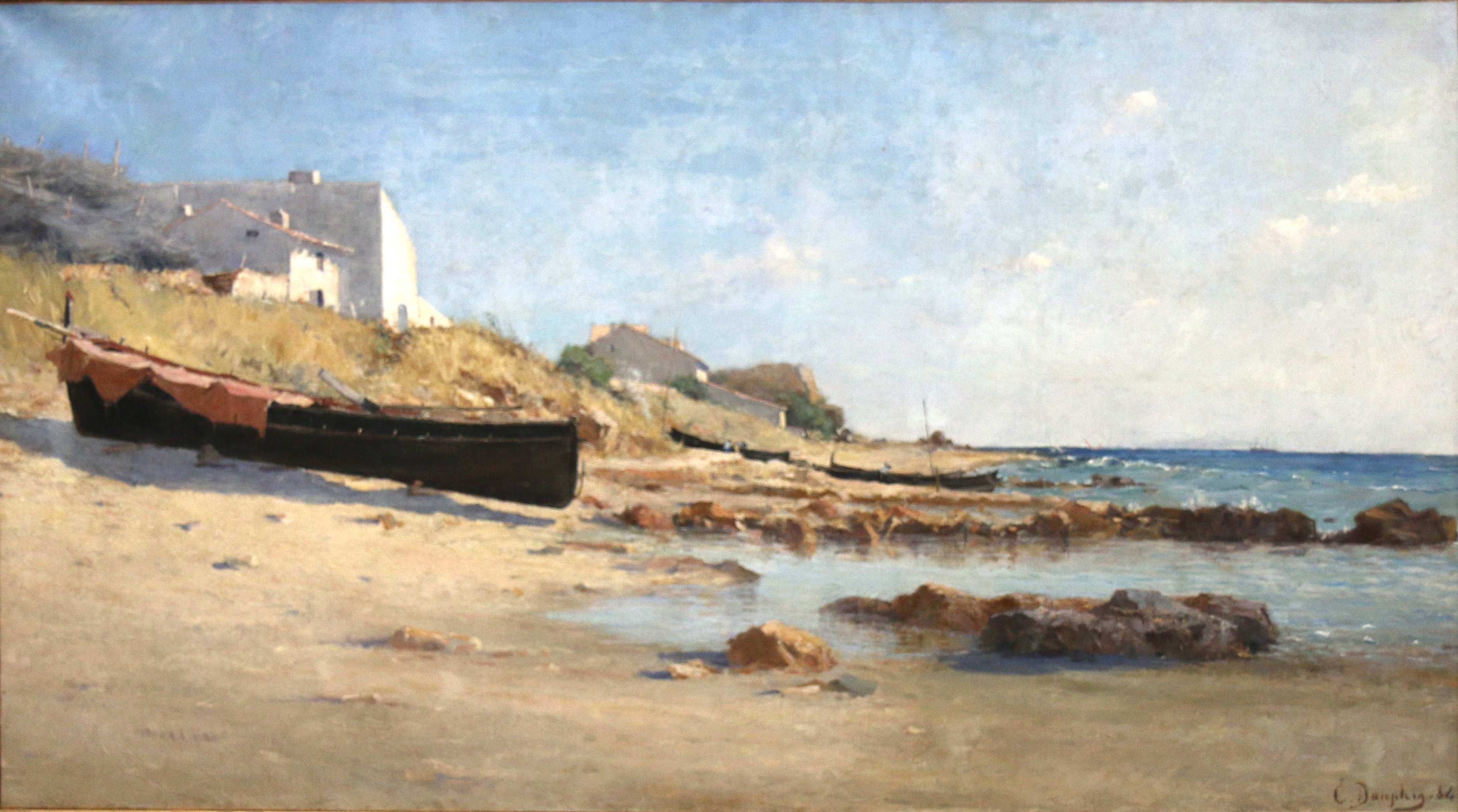
Les Sablettes, musée d'art de Toulon.
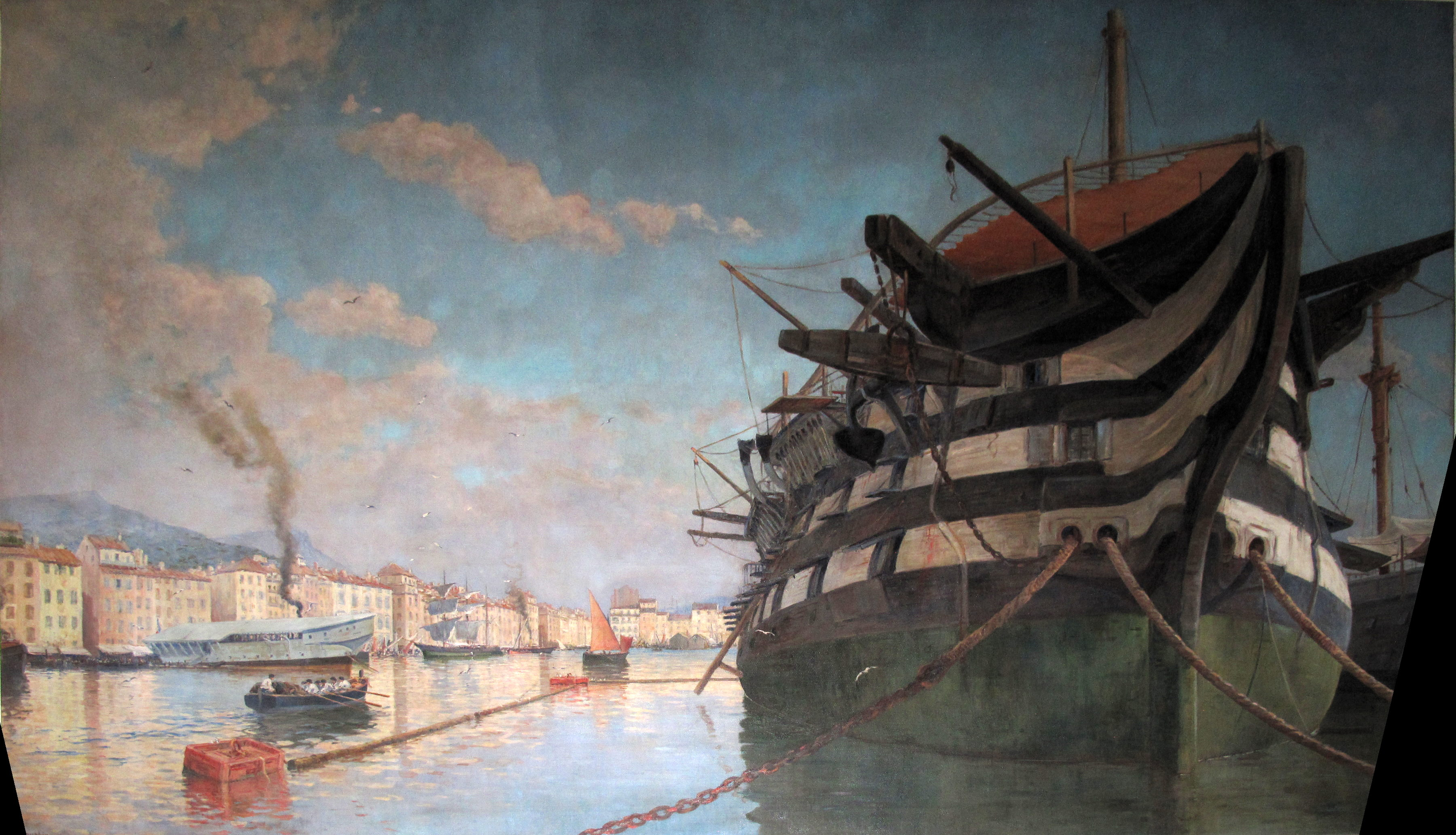
Toulon harbour, musée national de la Marine de Toulon.